# 粗鰭魚
粗鰭魚為輻鰭魚綱月魚目粗鰭魚科的其中一種，分布於全球三大洋海域，為深海魚類，棲息深度100-600公尺，體銀色，背鰭基部具有3個黑色圓斑，胸鰭基部也有1黑色圓斑，體長可達300公分，屬肉食性，以烏賊及小魚等為食。